# 層としての学生運動論
層としての学生運動論（そう - がくせいうんどうろん）とは、全日本学生自治会総連合初代委員長・武井昭夫が1948年に提起した学生運動論である。先駆性理論と並ぶ学生運動の代表的理論として知られる。

## 概要
戦前の学生運動論は、日本共産党の「学生は小ブルジョアである」との規定に基づいていた。つまり、日本共産党としては、学生は実践的に鍛え直さなければ使い物にならない存在であり、プロレタリアートの革命事業を支援すればいいといったものであった。
また、戦前の大学では、各大学に社会科学研究会が結成され、社会科学研究会の全国組織である学生連合会（学連）が実質的に学生運動を指導していた。それに対し、日本共産党は、「学連が学生運動を指導するのは誤りであり、日本共産青年同盟が運動を指導すべきである。学連は、無産者新聞や、赤色救援会（モップル）に運動を譲渡し、読書会のみを残して強化すべきである」との見解を示していた。
しかし武井昭夫は、学生層を、即自的にはブルジョア予備軍としての特権的中間段階に属する浮遊層ではあるが、別言すれば資本関係から相対的に自立した真理探究の徒として、客観的にいずれの階級が社会を領導すべきであるかを見極めうる立場に置かれた社会層でもあると定義し、米軍占領下にあって、国民各層、とりわけ労働者階級の闘いと提携し、また他国の優れた学生運動に学ぶことを通して平和と民主主義を擁護する闘いの一翼を主体的に担うことが出来ると主張した。
武井昭夫の主張に対して当時日本共産党の学生担当者は学生小ブルジョア規定を盾に反論し、それはしばしば論争の観を呈していた。
また武井昭夫は青年共産同盟を解散させ日本共産党による全学連のセクト主義的支配を低下させ、同盟の活動家が全学連の中で大衆的な学生運動を展開させることを促進し、全学連運動が大衆的な活動家の集団によって担われるようにした。
後共産主義者同盟書記長となる島成郎は一時期武井昭夫に学生運動について学び、「学生先駆性理論」を形成していく。結果的に「学生先駆性理論」は「学生新党コース」となり、新左翼運動の一つの柱になっていたという意味では武井昭夫を新左翼の源流であると定義することが出来る。